# Bodilpriset
Bodilpriset är ett av Danmarks äldsta filmpriser. Det delas ut varje år av Filmmedarbjederforeningen, som är en förening för de filmskribenter som verkar i Köpenhamnstidningar. Priset är uppkallat efter de framstående danska skådespelarna Bodil Ipsen och Bodil Kjer och delades ut första gången 29 april 1948. 
Bodilpriset delas ut i följande kategorier:
- Bästa danska film
- Bästa manliga huvudroll
- Bästa kvinnliga huvudroll
- Bästa manliga biroll
- Beste kvinnliga biroll
- Bästa amerikanska film
- Bästa icke-amerikanska film
- Bästa dokumentär/kortfilm

Dessutom delas det ut ett fotografpris och en Special-Bodil för en av årets väsentligaste insatser eller en äres-Bodil till en person som genom året har utmärkt sig på ett betydelsefullt sätt.
Bodilstatyetten i porslin skapades av tecknaren Ebbe Sadolin och bildhuggaren Svend Jepsersen hos Bing & Grøndahl.